# Dalków (Łódź)
Pour les articles homonymes, voir Dalków.
Dalków (prononciation [ˈdalkuf]) est un village de la gmina de Czarnocin, du powiat de Piotrków, dans la voïvodie de Łódź, situé dans le centre de la Pologne.
Il se situe à environ 8 kilomètres au nord de Czarnocin (siège de la gmina), 26 kilomètres au nord de Piotrków Trybunalski (siège du powiat) et 22 kilomètres au sud-est de Łódź (capitale de la voïvodie).
Sa population s'élève approximativement à 620 habitants.

## Histoire
Pendant la Seconde Guerre mondiale, le village avait reçu de 1943 à 1945 le nom de Dalken par les Allemands.

## Administration
De 1975 à 1998, le village était attaché administrativement à l'ancienne voïvodie de Piotrków.

Depuis 1999, il fait partie de la nouvelle voïvodie de Łódź.